# Турска на Европском првенству у атлетици у дворани 2013.
Турска је учествовала на 32. Европском првенству у дворани 2013 одржаном у Гетеборгу, Шведска, од 28. фебруара до 3. марта. Ово је било двадесет седмо Европско првенство у атлетици у дворани од његовог оснивања 1970. године на којем је Турска учествовала. Репрезентацију турске представљало је 12 спортиста (8 мушккиг и 4 жене), који су се такмичили у 11 дисциплина (6 мушких и 5 женских.
На овом првенству Турска била је десета по броју освојених медаља са две медаље од којих су једна златна и једна сребрна. Златна медаља освојена је у женској конкуренцији, где је Турска делила осмо место са Португалијом, док је у мушкој са једном сребрном делила 12 место. У табели успешности према броју и пласману такмичара који су учествовали у финалним такмичењима (првих 8 такмичара) Турска је са три такмичара заузела 15. место са 18 бодова, од 27 земаља које су имале представнике у финалу, односно 47 земаља учесница.
Представници Турске су оборили 3 национална и 3 лична рекорда, као и 6 најбољих личних резултата сезоне.

## Учесници
| Дисциплина   | Спортисти                       | Спортисти             |
| Дисциплина   | Мушкарци                        | Жене                  |
| ------------ | ------------------------------- | --------------------- |
| 60 м         |                                 | Аксел Демирташ-Гурџан |
| 400 м        | Јавуз Џан                       |                       |
| 800 м        | Халит Килич Абдулгани Туна      |                       |
| 1.500 м      | Илхам Тануи Озбилен             |                       |
| 3.000 м      | Полат Кембоји Арикан Халил Акаш | Дуду Каракаја         |
| 60 м препоне |                                 | Невин Јанит           |

| Дисциплина   | Спортисти      | Спортисти             |
| Дисциплина   | Мушкарци       | Жене                  |
| ------------ | -------------- | --------------------- |
| Скок увис    | Серхат Биринџи |                       |
| Скок удаљ    |                | Севим Синмез Сербест  |
| Троскок      |                | Севим Синмез Сербест² |
| Бацање кугле | Хусејин Атиџи  |                       |

## Освајачи медаља (2)

### Злато (1)
- Невин Јанит, 60 м препоне

### Сребро (1)
- Илхам Тануи Озбилен, 1.500 м

## Резултати

### Мушкарци
| Атлетичар            | Дисциплина   | Лични рекорд | Квалификације | Квалификације | Полуфинале            | Полуфинале            | Финале                | Финале       | Детаљи |
| Атлетичар            | Дисциплина   | Лични рекорд | Резултат      | Место         | Резултат              | Место                 | Резултат              | Место        | Детаљи |
| -------------------- | ------------ | ------------ | ------------- | ------------- | --------------------- | --------------------- | --------------------- | ------------ | ------ |
| Јавуз Џан            | 400 м        | 47,22        | 47,59         | 3. у гр. 3 кв | 47,26 ЛРС             | 5. у пф. 1            | Није се квалификовао  | 9. / 20 (23) |        |
| Халит Килич          | 800 м        | 1:49,80      | 1:49,85 ЛРС   | 4. у гр. 5    | Нису се квалификовали | Нису се квалификовали | Нису се квалификовали | 13. /26 (28) |        |
| Абдулгани Туна       | 800 м        | 1:50,67      | 1:54,84       | 6. у гр. 2    | Нису се квалификовали | Нису се квалификовали | Нису се квалификовали | 25 / 26 (28) |        |
| Илхам Тануи Озбилен  | 1.500 м      | 3:34,76 НР   | 3:39,58       | 1. у гр. 1 КВ |                       |                       | 3:37,22 ЛРС           |              |        |
| Полат Кембоји Арикан | 3.000 м      | 7:42,49 НР   | 7:55,64       | 3. у гр. 1 КВ | 8:00,72               | 10. /20 (22)          |                       |              |        |
| Халил Акаш           | 3.000 м      | 7:45,74      | 7:56,08 ЛРС   | 5. у гр. 2 кв | 7:54,89 ЛРС           | 6 / 20 (22)           |                       |              |        |
| Серхат Биринџи       | скок увис    | 2,22         | 2,18          | 9. у гр. Б    | Нису се квалификовали | =15 / 26 (27)         |                       |              |        |
| Хусејин Атиџи        | бацање кугле | 19,50 НР     | 19,59 НР, ЛР  | 11            | Нису се квалификовали | 11 / 24               |                       |              |        |

### Жене
| Атлетичарка           | Дисциплина   | Лични рекорд | Квалификације | Квалификације | Полуфинале            | Полуфинале            | Финале                | Финале        | Детаљи |
| Атлетичарка           | Дисциплина   | Лични рекорд | Резултат      | Место         | Резултат              | Место                 | Резултат              | Место         | Детаљи |
| --------------------- | ------------ | ------------ | ------------- | ------------- | --------------------- | --------------------- | --------------------- | ------------- | ------ |
| Аксел Демирташ-Гурџан | 60 м         | 7,27         | 7,66          | 8. у гр. 1    | Није се квалификовала | Није се квалификовала | Није се квалификовала | 22. / 23 (24) |        |
| Дуду Каракаја         | 3.000 м      | 9:02,14      | 9:09,70       | 7. у гр. 1 кв |                       |                       | 9:15,07               | 10. /17 (18)  |        |
| Невин Јанит           | 60 м препоне | 7,98 НР      | 8,01          | 1. у гр. 1 КВ | 7,94 НР ЛР            | 1. у пф. 2 КВ         | 7,89 НР ЛР            |               |        |
| Севим Синмез Сербест  | скок удаљ    | 6,37         | 5,97          | 18            |                       |                       | Није се квалификовала | 18 / 19       |        |
| Севим Синмез Сербест  | троскок      | 13,64 НР     | БП            | БП            | Није се квалификовала | Није се квалификовала |                       |               |        |